# Santa Maria do Cambucá
Santa Maria do Cambucá là một đô thị thuộc bang Pernambuco, Brasil. Đô thị này có diện tích 92,15 km², dân số năm 2007 là 12482 người, mật độ 135,45 người/km².